# Număr Fibonacci
Numerele Fibonacci sunt definite prin următoarea relație de recurență:
{\displaystyle F_{0}=0,F_{1}=1,F_{i}=F_{i-1}+F_{i-2}{\mbox{ pentru }}i\geq 2{\mbox{.}}\,}
Astfel, fiecare număr Fibonacci este suma celor două numere Fibonacci anterioare, rezultând secvența:
{\displaystyle 0,1,1,2,3,5,8,13,21,34,55,\dots \,}
Primele 22 de numere din șir sunt:
{\displaystyle 0,1,1,2,3,5,8,13,21,34,55,89,144,233,377,610,987,1597,2584,4181,6765,10946}
După primele câteva numere din serie, raportul dintre un număr al șirului și următorul număr din șir tinde spre 0,618; de exemplu raportul dintre 34 și 55 este aproximativ 0,618.
De asemenea, raportul dintre un număr al șirului și cel aflat cu două poziții după el este aproximativ 0,382. De exemplu: 55/144 ≈ 0,382.

## Prim Fibonacci
Un prim Fibonacci este un număr Fibonacci care este și prim. Primele numere prime Fibonacci sunt:
2, 3, 5, 13, 89, 233, 1597, 28657, 514229, 433494437, 2971215073, ....
Nu se știe dacă există o infinitate de numere prime Fibonacci. Se cunosc 51 de numere prime Fibonacci. S-a demonstrat că singurele numere prime Fibonacci ce fac parte dintr-o pereche de numere prime gemene sunt 3, 5 și 13.
Cel mai mare număr prim Fibonacci cunoscut are circa 17000 de cifre.

## Pseudoprim Fibonacci
Un pseudoprim Fibonacci este un număr compus impar n  care satisface una dintre următoarele două relații: 
- n divide F(n – 1) dacă n ≡ ±1(mod 5) respectiv
- n divide F(n + 1) dacă n ≡ ±2(mod 5),

unde F(m) este cel de-al m-lea număr Fibonacci.
Primele 16 pseudoprime Fibonacci sunt:
323, 377, 1891, 3827, 4181, 5777, 6601, 6721, 8149, 10877, 11663, 13201, 13981, 15251, 17119, 17711.

## Număr tetranacci
Numerele tetranacci încep cu patru termeni predeterminați, fiecare termen fiind ulterior suma celor patru termeni precedenți. 
Primele câteva numere tetranacci sunt:
0, 0, 0, 1, 1, 2, 4, 8, 15, 29, 56, 108, 208, 401, 773, 1490, 2872, 5536, 10671, 20569, 39648, 76424, 147312, 283953, 547337, …